# Réserve naturelle de Tangenbekken
La réserve naturelle de Tangenbekken  est une réserve naturelle norvégienne qui est située dans le municipalité de Tønsberg, dans le comté de Vestfold.

## Description
La réserve naturelle de 0,119 km2 a été créée en 1980. Vers 1950, les épicéas de la région ont été abattus. La forêt de feuillus d'aujourd'hui est le résultat de cet abattage. La forêt se compose d'une forêt d'aulnes, d'une forêt d'aulnes et de frênes et d'une forêt d'ormes et de tilleuls.
Dans les années 1990, la graphiose de l'orme a tué la plupart des ormes de la réserve. Le paysage de ravin actif conduit constamment à de petits glissements de terrain. Les arbres emportés par ces petits glissements de terrain sont laissés sur place, à la fois sous forme d'arbres vivants et de bois mort. La réserve naturelle de Tangenbekken doit suivre le développement le plus libre possible. L'épinette noire ne doit cependant pas être autorisée à supplanter la forêt de feuillus.
Le ruisseau qui lui a donné son nom traverse la réserve naturelle. Chaque automne, les truites de mer vont loin dans la réserve pour frayer. La région a également une population reproductrice dense de petits oiseaux.
Le but de la conservation est de préserver une forêt de feuillus luxuriante et rarement bien développée dans un paysage de ravin actif.